# Guido Andreozzi
Guido Andreozzi (Buenos Aires, 5 augustus 1991) is een tennisser uit Argentinië. Hij heeft nog geen ATP-toernooi gewonnen, maar deed wel al mee aan de grandslamtoernooien. Hij heeft acht challengers in het enkelspel en zeventien challengers in het dubbelspel op zijn naam staan. Andreozzi nam deel aan de Pan-Amerikaanse Spelen in 2015, waar hij in de troostfinale in twee sets (6-4 en 6-4) verloor van de Amerikaan Dennis Novikov.

## Palmares

### Enkelspel
| Nr.                  | Datum             | Toernooi       | Ondergrond | Tegenstander in finale      | Score            |
| -------------------- | ----------------- | -------------- | ---------- | --------------------------- | ---------------- |
| Gewonnen challengers |                   |                |            |                             |                  |
| 1.                   | 2 juli 2012       | Lima           | Gravel     | Facundo Argüello            | 6-3, 6-7, 6-2    |
| 2.                   | 7 oktober 2013    | San Juan       | Gravel     | Diego Schwartzman           | 6-7, 7-6, 6-0    |
| 3.                   | 14 februari 2016  | Santo Domingo  | Gravel     | Nicolás Kicker              | 6-0, 6-4         |
| 4.                   | 29 mei 2016       | Vicenza        | Gravel     | Pere Riba                   | 6-0, opgave      |
| 5.                   | 4 maart 2018      | Punta del Este | Gravel     | Simone Bolelli              | 3-6, 6-4, 6-3    |
| 6.                   | 22 april 2018     | Tunis          | Gravel     | Daniel Gimeno Traver        | 6-2, 3-0, opgave |
| 7.                   | 16 september 2018 | Szczecin       | Gravel     | Alejandro Davidovich Fokina | 6-4, 4-6, 6-3    |
| 8.                   | 3 november 2018   | Guayaquil      | Gravel     | Pedro Sousa                 | 7-5, 1-6, 6-4    |

### Dubbelspel
| Nr.                  | Datum             | Toernooi          | Ondergrond | Partner          | Tegenstanders in finale                     | Score                  |
| -------------------- | ----------------- | ----------------- | ---------- | ---------------- | ------------------------------------------- | ---------------------- |
| Gewonnen challengers |                   |                   |            |                  |                                             |                        |
| 1.                   | 12 september 2011 | Belo Horizonte    | Gravel     | Eduardo Schwank  | Ricardo Hocevar Christian Lindell           | 6-2, 6-4               |
| 2.                   | 26 september 2011 | Recife            | Hardcourt  | Marcel Felder    | Rodrigo-Antonio Grilli André Miele          | 6-3, 6-3               |
| 3.                   | 7 mei 2012        | Rio Quente        | Hardcourt  | Marcel Felder    | Thiago Alves Augusto Laranja                | 6-3, 6-3               |
| 4.                   | 9 september 2013  | Cali              | Gravel     | Eduardo Schwank  | Carlos Salamanca João Souza                 | 6-2, 6-4               |
| 5.                   | 16 september 2013 | Campinas          | Gravel     | Máximo González  | Thiago Alves Thiago Monteiro                | 6-4, 6-4               |
| 6.                   | 31 augustus 2014  | Como              | Gravel     | Facundo Argüello | Steven Diez Enrique López Pérez             | 6-2, 6-2               |
| 7.                   | 28 september 2014 | Porto Alegre      | Gravel     | Guillermo Durán  | Facundo Bagnis Diego Schwartzman            | 6-3, 6-3               |
| 8.                   | 5 oktober 2014    | Cali II           | Gravel (i) | Guillermo Durán  | Alejandro González César Ramírez            | 6-3, 6-4               |
| 9.                   | 14 juni 2015      | Caltanissetta (1) | Gravel     | Guillermo Durán  | Hsin-han Lee Alessandro Motti               | 6-3, 6-2               |
| 10.                  | 12 juni 2016      | Caltanissetta (2) | Gravel     | Andrés Molteni   | Marcelo Arévalo Miguel Ángel Reyes-Varela   | 6-1, 6-2               |
| 11.                  | 23 juli 2017      | Poznan            | Gravel     | Jaume Munar      | Tomasz Bednarek Gonçalo Oliveira            | 6-7, 6-3, [10-4]       |
| 12.                  | 30 juli 2017      | Cortina           | Gravel     | Gerald Melzer    | Steven De Waard Ben McLachlan               | 6-2, 7-6               |
| 13.                  | 31 maart 2018     | Marbella          | Gravel     | Ariel Behar      | Martin Kližan Jozef Kovalík                 | 6-3, 6-4               |
| 14.                  | 27 oktober 2018   | Lima              | Gravel     | Guillermo Durán  | Ariel Behar Gonzalo Escobar                 | 2-6, 7-6, [10-5]       |
| 15.                  | 11 november 2018  | Montevideo        | Gravel     | Guillermo Durán  | Facundo Bagnis Andrés Molteni               | 7-6, 6-4               |
| 16.                  | 18 november 2018  | Buenos Aires (1)  | Gravel     | Guillermo Durán  | Marcelo Demoliner Andrés Molteni            | 6-4, 4-6, [10-3]       |
| 17.                  | 27 januari 2019   | Punta del Este    | Gravel     | Guillermo Durán  | Sander Gillé Joran Vliegen                  | 6-2, 6-7, [10-8]       |
| 18.                  | 15 september 2019 | Szczecin          | Gravel     | Andrés Molteni   | Matwé Middelkoop Hans Podlipnik Castillo    | 6-4, 6-3               |
| 19.                  | 29 september 2019 | Buenos Aires (2)  | Gravel     | Andrés Molteni   | Hugo Dellien Federico Zeballos              | 6-7(3), 6-2, [10-1]    |
| 20.                  | 4 juli 2021       | Porto             | Gravel     | Guillermo Durán  | Renzo Olivo Miguel Ángel Reyes-Varela       | 6-7(5), 7-6(5), [11-9] |
| 21.                  | 19 juni 2022      | Corrientes        | Gravel     | Guillermo Durán  | Nicolas Alvarez Murkel Dellien              | 7-5, 6-2               |
| 22.                  | 10 juli 2022      | Todi              | Gravel     | Guillermo Durán  | Romain Arneodo Jonathan Eysseric            | 6-1, 2-6, [10-6]       |
| 23.                  | 2 oktober 2022    | Buenos Aires (3)  | Gravel     | Guillermo Durán  | Roman Andres Burruchaga Facundo Díaz Acosta | 6-0, 7-5               |
| 24.                  | 16 oktober 2022   | Rio de Janeiro    | Gravel     | Guillermo Durán  | Karol Drzewiecki Jakub Paul                 | 6-3, 6-2               |

## Resultaten grandslamtoernooien
| Legenda | Legenda                          |
| ------- | -------------------------------- |
| g.t.    | geen toernooi gehouden           |
| l.c.    | lagere categorie                 |
| –       | niet deelgenomen                 |
| G       | uitgeschakeld in de groepsfase   |
| 1R      | uitgeschakeld in de eerste ronde |
| 2R      | uitgeschakeld in de tweede ronde |
| 3R      | uitgeschakeld in de derde ronde  |
| 4R      | uitgeschakeld in de vierde ronde |
| KF      | uitgeschakeld in de kwartfinale  |
| HF      | uitgeschakeld in de halve finale |
| F       | de finale verloren               |
| W       | het toernooi gewonnen            |
| w-v     | winst/verlies-balans             |

### Enkelspel
| grandslamtoernooien  |     |     |      |      |
| Australian Open      | –   | –   | –    | 1R   |
| Roland Garros        | –   | –   | 2R   | 1R   |
| Wimbledon            | –   | –   | 1R   | 1R   |
| US Open              | 1R  | 1R  | 1R   | –    |
| ATP Finals           |     |     |      |      |
| ATP Finals           | –   | –   | –    |      |
| ATP Masters 1000     |     |     |      |      |
| Indian Wells         | –   | –   | –    | 2R   |
| Miami                | –   | –   | –    | 2R   |
| Monte Carlo          | –   | –   | –    | 1R   |
| Madrid               | –   | –   | –    | –    |
| Rome                 | –   | –   | –    | –    |
| Montreal/Toronto     | –   | –   | –    |      |
| Cincinnati           | –   | –   | –    |      |
| Shanghai             | –   | –   | –    |      |
| Parijs               | –   | –   | –    |      |
| olympisch            |     |     |      |      |
| Olympische Spelen    | –   | –   | g.t. | g.t. |
| statistieken         |     |     |      |      |
| totaal aantal titels | 0   | 0   | 0    | 0    |
| eindejaarsranking    | 173 | 111 | 79   |      |